# Katsuhiko Kashiwazaki
Katsuhiko Kashiwazaki (柏崎 克彦, Kashiwazaki Katsuhiko, né le 16 septembre 1951 dans la préfecture d'Iwate) est un judoka japonais spécialiste des sutemi (techniques de projection par sacrifice) et de newaza (techniques au sol), champion du monde de judo et de sambo, cinq fois champion All Japan dans sa catégorie.

## Jeunesse et formation
Katsuhiko Kashiwazaki commence le judo à 10 ans sous la direction de Shotaro Kubo (5ème dan), puis de Yuto Wayama au lycée Kugi, avant d'entrer à l'université Tokai de Tokyo où il sera formé par Nobuyuki Sato, deux fois champion du monde de judo (en 1967 et 1973) et trois fois champions All Japan. Ces trois professeurs ont profondément marqué Kashiwazaki qui deviendra lui-même enseignant: Kubo lui enseigna l'esprit du judo, Wayama les bases de son newaza et Sato fut pour lui un exemple de persévérance.
Il est vraisemblable que le style de Sato senseï ait eu une influence sur la prédilection de Kashiwazaki pour les projections par sacrifice et le newaza. En effet, Isao Okano relève l'habilité de Nobuyoshi Sato dans son usage de hikkikomi gaeshi avant de contrôler son adversaire au sol. Selon Kashiwazaki son professeur était d'ailleurs surnommé "Newaza Sato" en référence à sa maîtrise technique. 
Pourtant, à ses débuts à l'université, Kashiwazaki est d'abord jugé faible par Sato. Il entreprend alors d'arriver tous les jours premier de la course du matin pour montrer sa valeur à son professeur qui finira par le reconnaitre comme un étudiant acharné et innovant sur le tatami, se tournant notamment vers la lutte libre et le sambo pour compléter son entrainement à l'université et assouvir son envie d'apprendre. 

## Carrière internationale
L'un des premiers résultats internationaux de Kashiwazaki n'est d'ailleurs pas en judo mais en sambo, en remportant la médaille d'argent à l'open européen de Riga de 1972 dans la catégorie des moins de 62 kilos. La médaille d'or est remportée par Sato senseï qu'il accompagnait à l'événement. Peu après l'obtention de son diplôme, il remporte le championnat du monde de sambo en 1975 dans la même catégorie.
La même année, il remporte la médaille d'argent aux championnats du monde de judo de 1975 à Vienne. Le Japon participant au boycott des jeux olympiques d'été de 1980 à Moscou, Katsuhiko Kashiwazaki n'a pas l'occasion d'y prendre part. Il décrit cet évènement comme la plus grande déception de sa carrière puisque, ayant presque trente ans à l'époque, il n'a toujours pas gagné de titre mondial ou olympique. Il quitte alors son poste d'enseignant au lycée Taga d'Ibari au nord du Japon pour accepter un poste plus propice à son entrainement à l'université Tokai. Un an plus tard, en la présence de son premier professeur, Kubo senseï, il remporte la médaille d'or aux championnats du monde de judo de 1981 à Maastricht contre le roumain Constantin Niculae. Kashiwazaki emmène Niculae au sol avec une variante personnelle de tomoe nage et marque ippon avec yoko shiho gatame après avoir emprisonné le bras de son adversaire avec son propre judogi pour plus facilement libérer ses jambes prises entre celles du judoka roumain.
Au cours de sa carrière, Kashiwazaki a également remporté plusieurs fois le championnat All Japan dans la catégorie des moins de 63 kilos (1975,1978,1979,1980,1981) et la Coupe Kano en 1982.

## Palmarès en judo

### Compétitions internationales
| Année | Compétition           | Lieu       | Résultat | Catégorie      |
| ----- | --------------------- | ---------- | -------- | -------------- |
| 1975  | Championnats du monde | Vienne     | 2e       | Moins de 63 kg |
| 1981  | Championnats du monde | Maastricht | 1er      | Moins de 63 kg |